# Piper mazamariense
Piper mazamariense är en pepparväxtart som beskrevs av Truman George Yuncker. Piper mazamariense ingår i släktet Piper och familjen pepparväxter. Inga underarter finns listade i Catalogue of Life.